# Urban Vision
Urban Vision Entertainment, Inc. è un'azienda statunitense che si occupa della distribuzione sul territorio americano di prodotti di animazione giapponese. Istituita nel luglio 1996 da Mataichiro Yamamoto, la sua sede si trova a Los Angeles.

## Anime
- Bio Hunter
- Final Fantasy: La leggenda dei cristalli
- Gatchaman OAV
- Golgo 13: Queen Bee
- Ninja Scroll: The Series
- Pet Shop of Horrors
- The Professional: Golgo 13
- Psycho Diver: Soul Siren
- Strange Dawn
- Tekkaman Blade II
- Twilight of the Dark Master
- Vampire Hunter D
- Vampire Hunter D: Bloodlust
- Wicked City

## Live action (AsiaVision)
- Azumi
- Azumi 2
- Curse, Death & Spirit
- Kill Devil
- Kokkuri

## Misto
- Slammin' Sammy: The Sammy Sosa Story (American animation; Lil' Vision)